# Plagodis approximaria
Plagodis approximaria là một loài bướm đêm trong họ Geometridae.